# Einar (Sänger)

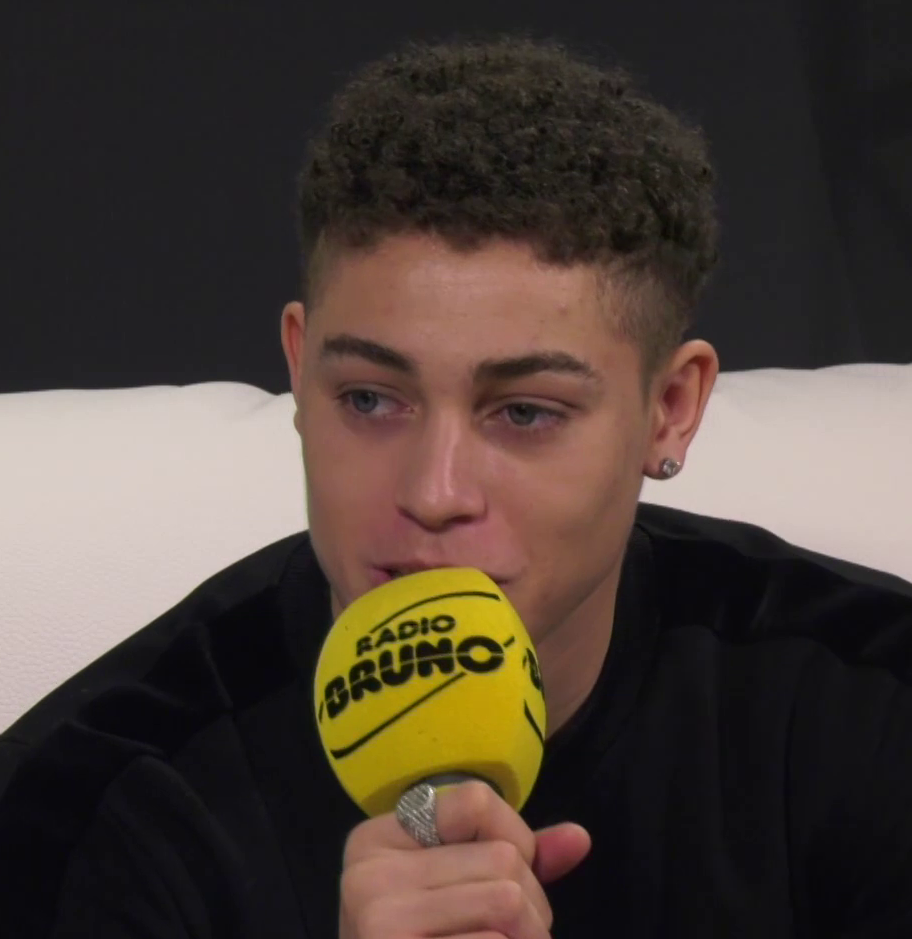
Einar, 2019

Einar (* 22. Mai 1993 in Santiago, Kuba, als Einar Ortiz) ist ein italienischer Popsänger.

## Werdegang
Einar zog mit seiner Mutter und seiner Schwester nach Italien, als er neun Jahre alt war, und lebt seitdem in der Provinz Brescia. Dort arbeitete er später in einer Fabrik. Aufgrund seiner großen Begeisterung für die Musik meldete er sich zunächst 2017 zu den Castings für die 11. Staffel von X Factor an, 2018 schließlich für die 17. Staffel der Castingshow Amici di Maria De Filippi. In dieser Show schaffte er es bis ins Finale und landete schließlich auf dem dritten Platz. Seine selbstbetitelte Debüt-EP enthielt vier eigene Lieder und drei Cover aus der Sendung und erreichte Platz vier der Charts. Mit dem Lied Centomila volte schaffte Einar es Ende des Jahres auch ins Finale von Sanremo Giovani, wo er sich am ersten Abend gegen elf Konkurrenten durchsetzen und sich einen Startplatz im Sanremo-Festival 2019 sichern konnte. Dort erreichte er mit Parole nuove jedoch nur den vorletzten Platz.

## Diskografie

### Alben
| Jahr | Titel        | Höchstplatzierung, Gesamtwochen, AuszeichnungChartsChartplatzierungen (Jahr, Titel, Platzierungen, Wochen, Auszeichnungen, Anmerkungen) | Anmerkungen |
| Jahr | Titel        | IT | Anmerkungen |
| ---- | ------------ | --- | ----------- |
| 2018 | Einar        | IT4 (10 Wo.)IT | Sony        |
| 2019 | Parole nuove | IT24 (2 Wo.)IT | Sony        |

### Singles
| Jahr | Titel Album  | Höchstplatzierung, Gesamtwochen, AuszeichnungChartsChartplatzierungen (Jahr, Titel, Album, Platzierungen, Wochen, Auszeichnungen, Anmerkungen) | Anmerkungen |
| Jahr | Titel Album  | IT | Anmerkungen |
| ---- | ------------ | --- | ----------- |
| 2019 | Parole nuove | IT55 (1 Wo.)IT |             |

## Belege
1. 1 2  Alben von Einar. In: Italiancharts.com. Hung Medien, abgerufen am 21. Dezember 2018.

| Personendaten    | Personendaten              |
| ---------------- | -------------------------- |
| NAME             | Einar                      |
| ALTERNATIVNAMEN  | Ortiz, Einar (Geburtsname) |
| KURZBESCHREIBUNG | italienischer Popsänger    |
| GEBURTSDATUM     | 22. Mai 1993               |
| GEBURTSORT       | Santiago, Kuba             |